# 塔瓦萨拉河
塔瓦萨拉河（西班牙語：Rio Tabasara）是巴拿马的一条河流，注入太平洋。